# سیکلوهگزیمید
سیکلوهگزیمید (به انگلیسی: Cycloheximide) با فرمول شیمیایی C۱۵H۲۳NO۴ یک ترکیب شیمیایی با شناسه پاب‌کم ۶۱۹۷ می باشد. که جرم مولی آن ۲۸۱٫۳۵ g/mol می‌باشد. شکل ظاهری این ترکیب، بلورهای بی‌رنگ است.